# Улица Липовый Парк
Улица Липовый Парк — улица в Новомосковском административном округе города Москвы на территории поселения Сосенское в посёлке Коммунарка. Пролегает между Бачуринской улицей и улицей Александры Монаховой.

## Расположение
Улица целиком находится за пределом МКАД в посёлке Коммунарка. Нумерация домов ведётся от Бачуринской улицы в сторону улицы Александры Монаховой. На юго-восток от улицы отходит Скандинавский бульвар, с юго-запада улицу продолжает улица Сосенский Стан.

## Происхождение названия
Улица получила название 23 мая 2013 года по Липовому Парку посёлка Коммунарка, находящемуся вблизи примыкания улицы к улице Александры Монаховой. Липовый Парк посажен в 1935 году. До присвоения наименования носила название Проектируемый проезд №817

## История
Изначально безымянная улица появилась в конце 40-х годов как дорога, обслуживавшая 1-ю, 2-ю, 3-ю фермы (коровники) совхоза «Коммунарка» и служившая для обслуживания их совхозной техникой. На улице также располагались силосные башни и молокозавод.

## Транспорт
По улице ходят маршруты автобусов 882, 288 и C19. На улице расположены остановки "Улица Липовый Парк, 9" и "Улица Липовый Парк, 4"

## Примечательные здания и сооружения
5А - Школа №2070, ОП "Липовый Парк"
8к1с2 - Водонапорная башня совхоза "Коммунарка"
9А - Детский сад №13 "Далматинец"
10А - проходная на молокозавод совхоза "Коммунарка".